# Llista d'asteroides/152701-152800
| Nom      | Designació provisional | Data de descobriment   | Lloc de descobriment | Descobridor/s                        |
| -------- | ---------------------- | ---------------------- | -------------------- | ------------------------------------ |
| 152701 - | 1998 RF69              | 14 de setembre de 1998 | Socorro              | LINEAR                               |
| 152702 - | 1998 RE73              | 14 de setembre de 1998 | Socorro              | LINEAR                               |
| 152703 - | 1998 RJ79              | 14 de setembre de 1998 | Socorro              | LINEAR                               |
| 152704 - | 1998 SD4               | 17 de setembre de 1998 | Xinglong             | Beijing Schmidt CCD Asteroid Program |
| 152705 - | 1998 SY37              | 23 de setembre de 1998 | Kitt Peak            | Spacewatch                           |
| 152706 - | 1998 SU54              | 16 de setembre de 1998 | Anderson Mesa        | LONEOS                               |
| 152707 - | 1998 SM71              | 21 de setembre de 1998 | La Silla             | E. W. Elst                           |
| 152708 - | 1998 SU81              | 26 de setembre de 1998 | Socorro              | LINEAR                               |
| 152709 - | 1998 ST86              | 26 de setembre de 1998 | Socorro              | LINEAR                               |
| 152710 - | 1998 SW86              | 26 de setembre de 1998 | Socorro              | LINEAR                               |
| 152711 - | 1998 SZ97              | 26 de setembre de 1998 | Socorro              | LINEAR                               |
| 152712 - | 1998 SE106             | 26 de setembre de 1998 | Socorro              | LINEAR                               |
| 152713 - | 1998 SD114             | 26 de setembre de 1998 | Socorro              | LINEAR                               |
| 152714 - | 1998 SB115             | 26 de setembre de 1998 | Socorro              | LINEAR                               |
| 152715 - | 1998 SV120             | 26 de setembre de 1998 | Socorro              | LINEAR                               |
| 152716 - | 1998 SR125             | 26 de setembre de 1998 | Socorro              | LINEAR                               |
| 152717 - | 1998 SY157             | 26 de setembre de 1998 | Socorro              | LINEAR                               |
| 152718 - | 1998 SK162             | 26 de setembre de 1998 | Socorro              | LINEAR                               |
| 152719 - | 1998 TQ13              | 13 d'octubre de 1998   | Kitt Peak            | Spacewatch                           |
| 152720 - | 1998 TF17              | 14 d'octubre de 1998   | Caussols             | ODAS                                 |
| 152721 - | 1998 TU25              | 14 d'octubre de 1998   | Kitt Peak            | Spacewatch                           |
| 152722 - | 1998 UG3               | 20 d'octubre de 1998   | Caussols             | ODAS                                 |
| 152723 - | 1998 UM31              | 22 d'octubre de 1998   | Xinglong             | BAO Schmidt CCD Asteroid Program     |
| 152724 - | 1998 UW38              | 28 d'octubre de 1998   | Socorro              | LINEAR                               |
| 152725 - | 1998 UL44              | 17 d'octubre de 1998   | Kitt Peak            | Spacewatch                           |
| 152726 - | 1998 UT45              | 24 d'octubre de 1998   | Kitt Peak            | Spacewatch                           |
| 152727 - | 1998 VW13              | 10 de novembre de 1998 | Socorro              | LINEAR                               |
| 152728 - | 1998 VR14              | 10 de novembre de 1998 | Socorro              | LINEAR                               |
| 152729 - | 1998 VJ20              | 10 de novembre de 1998 | Socorro              | LINEAR                               |
| 152730 - | 1998 VZ22              | 10 de novembre de 1998 | Socorro              | LINEAR                               |
| 152731 - | 1998 VU43              | 15 de novembre de 1998 | Kitt Peak            | Spacewatch                           |
| 152732 - | 1998 VN55              | 13 de novembre de 1998 | Caussols             | ODAS                                 |
| 152733 - | 1998 WL8               | 25 de novembre de 1998 | Kleť                 | Kleť                                 |
| 152734 - | 1998 WR11              | 21 de novembre de 1998 | Socorro              | LINEAR                               |
| 152735 - | 1998 WS13              | 21 de novembre de 1998 | Socorro              | LINEAR                               |
| 152736 - | 1998 WX21              | 18 de novembre de 1998 | Socorro              | LINEAR                               |
| 152737 - | 1998 WF28              | 18 de novembre de 1998 | Kitt Peak            | Spacewatch                           |
| 152738 - | 1998 WM31              | 19 de novembre de 1998 | Anderson Mesa        | LONEOS                               |
| 152739 - | 1998 WC32              | 21 de novembre de 1998 | Socorro              | LINEAR                               |
| 152740 - | 1998 WW34              | 18 de novembre de 1998 | Kitt Peak            | Spacewatch                           |
| 152741 - | 1998 WT42              | 16 de novembre de 1998 | Haleakala            | NEAT                                 |
| 152742 - | 1998 XE12              | 14 de desembre de 1998 | Socorro              | LINEAR                               |
| 152743 - | 1998 YK6               | 22 de desembre de 1998 | Kleť                 | Kleť                                 |
| 152744 - | 1998 YC9               | 23 de desembre de 1998 | Xinglong             | BAO Schmidt CCD Asteroid Program     |
| 152745 - | 1998 YN11              | 24 de desembre de 1998 | Kleť                 | Kleť                                 |
| 152746 - | 1998 YH15              | 22 de desembre de 1998 | Kitt Peak            | Spacewatch                           |
| 152747 - | 1998 YK15              | 22 de desembre de 1998 | Kitt Peak            | Spacewatch                           |
| 152748 - | 1998 YF27              | 28 de desembre de 1998 | Goodricke-Pigott     | R. A. Tucker                         |
| 152749 - | 1998 YB32              | 17 de desembre de 1998 | Socorro              | LINEAR                               |
| 152750 - | 1999 BL5               | 21 de gener de 1999    | Kleť                 | Kleť                                 |
| 152751 - | 1999 BL27              | 16 de gener de 1999    | Kitt Peak            | Spacewatch                           |
| 152752 - | 1999 CX3               | 9 de febrer de 1999    | Ondřejov             | P. Pravec                            |
| 152753 - | 1999 CK156             | 7 de febrer de 1999    | Kitt Peak            | Spacewatch                           |
| 152754 - | 1999 GS6               | 15 d'abril de 1999     | Socorro              | LINEAR                               |
| 152755 - | 1999 GC16              | 9 d'abril de 1999      | Socorro              | LINEAR                               |
| 152756 - | 1999 JV3               | 10 de maig de 1999     | Socorro              | LINEAR                               |
| 152757 - | 1999 JL11              | 12 de maig de 1999     | Woomera              | F. B. Zoltowski                      |
| 152758 - | 1999 JC33              | 10 de maig de 1999     | Socorro              | LINEAR                               |
| 152759 - | 1999 JD45              | 10 de maig de 1999     | Socorro              | LINEAR                               |
| 152760 - | 1999 KH                | 16 de maig de 1999     | Kitt Peak            | Spacewatch                           |
| 152761 - | 1999 LE                | 4 de juny de 1999      | Catalina             | CSS                                  |
| 152762 - | 1999 LS2               | 8 de juny de 1999      | Socorro              | LINEAR                               |
| 152763 - | 1999 LN4               | 10 de juny de 1999     | Socorro              | LINEAR                               |
| 152764 - | 1999 LJ10              | 8 de juny de 1999      | Socorro              | LINEAR                               |
| 152765 - | 1999 LN10              | 8 de juny de 1999      | Socorro              | LINEAR                               |
| 152766 - | 1999 LZ11              | 9 de juny de 1999      | Socorro              | LINEAR                               |
| 152767 - | 1999 NP12              | 14 de juliol de 1999   | Socorro              | LINEAR                               |
| 152768 - | 1999 NC16              | 14 de juliol de 1999   | Socorro              | LINEAR                               |
| 152769 - | 1999 RM20              | 7 de setembre de 1999  | Socorro              | LINEAR                               |
| 152770 - | 1999 RR28              | 7 de setembre de 1999  | Socorro              | LINEAR                               |
| 152771 - | 1999 RB34              | 10 de setembre de 1999 | Socorro              | LINEAR                               |
| 152772 - | 1999 RE60              | 7 de setembre de 1999  | Socorro              | LINEAR                               |
| 152773 - | 1999 RO90              | 7 de setembre de 1999  | Socorro              | LINEAR                               |
| 152774 - | 1999 RM114             | 9 de setembre de 1999  | Socorro              | LINEAR                               |
| 152775 - | 1999 RV149             | 9 de setembre de 1999  | Socorro              | LINEAR                               |
| 152776 - | 1999 RF152             | 9 de setembre de 1999  | Socorro              | LINEAR                               |
| 152777 - | 1999 RA160             | 9 de setembre de 1999  | Socorro              | LINEAR                               |
| 152778 - | 1999 RF163             | 9 de setembre de 1999  | Socorro              | LINEAR                               |
| 152779 - | 1999 RL169             | 9 de setembre de 1999  | Socorro              | LINEAR                               |
| 152780 - | 1999 RG189             | 9 de setembre de 1999  | Socorro              | LINEAR                               |
| 152781 - | 1999 RH190             | 10 de setembre de 1999 | Socorro              | LINEAR                               |
| 152782 - | 1999 RG200             | 8 de setembre de 1999  | Socorro              | LINEAR                               |
| 152783 - | 1999 RZ223             | 7 de setembre de 1999  | Catalina             | CSS                                  |
| 152784 - | 1999 RW232             | 8 de setembre de 1999  | Catalina             | CSS                                  |
| 152785 - | 1999 RG249             | 7 de setembre de 1999  | Socorro              | LINEAR                               |
| 152786 - | 1999 TS                | 1 d'octubre de 1999    | Višnjan Observatory  | K. Korlević                          |
| 152787 - | 1999 TB10              | 7 d'octubre de 1999    | Socorro              | LINEAR                               |
| 152788 - | 1999 TS28              | 4 d'octubre de 1999    | Socorro              | LINEAR                               |
| 152789 - | 1999 TA38              | 1 d'octubre de 1999    | Catalina             | CSS                                  |
| 152790 - | 1999 TR43              | 3 d'octubre de 1999    | Kitt Peak            | Spacewatch                           |
| 152791 - | 1999 TC57              | 6 d'octubre de 1999    | Kitt Peak            | Spacewatch                           |
| 152792 - | 1999 TS60              | 7 d'octubre de 1999    | Kitt Peak            | Spacewatch                           |
| 152793 - | 1999 TP82              | 12 d'octubre de 1999   | Kitt Peak            | Spacewatch                           |
| 152794 - | 1999 TL85              | 14 d'octubre de 1999   | Kitt Peak            | Spacewatch                           |
| 152795 - | 1999 TW113             | 4 d'octubre de 1999    | Socorro              | LINEAR                               |
| 152796 - | 1999 TB115             | 4 d'octubre de 1999    | Socorro              | LINEAR                               |
| 152797 - | 1999 TG121             | 4 d'octubre de 1999    | Socorro              | LINEAR                               |
| 152798 - | 1999 TP125             | 4 d'octubre de 1999    | Socorro              | LINEAR                               |
| 152799 - | 1999 TC134             | 6 d'octubre de 1999    | Socorro              | LINEAR                               |
| 152800 - | 1999 TG136             | 6 d'octubre de 1999    | Socorro              | LINEAR                               |